# Mariyan Hristov
Mariyan Hristov (em búlgaro: Мариян Христов; Botevgrad, 29 de julho de 1973) é um futebolista búlgaro.

## Carreira

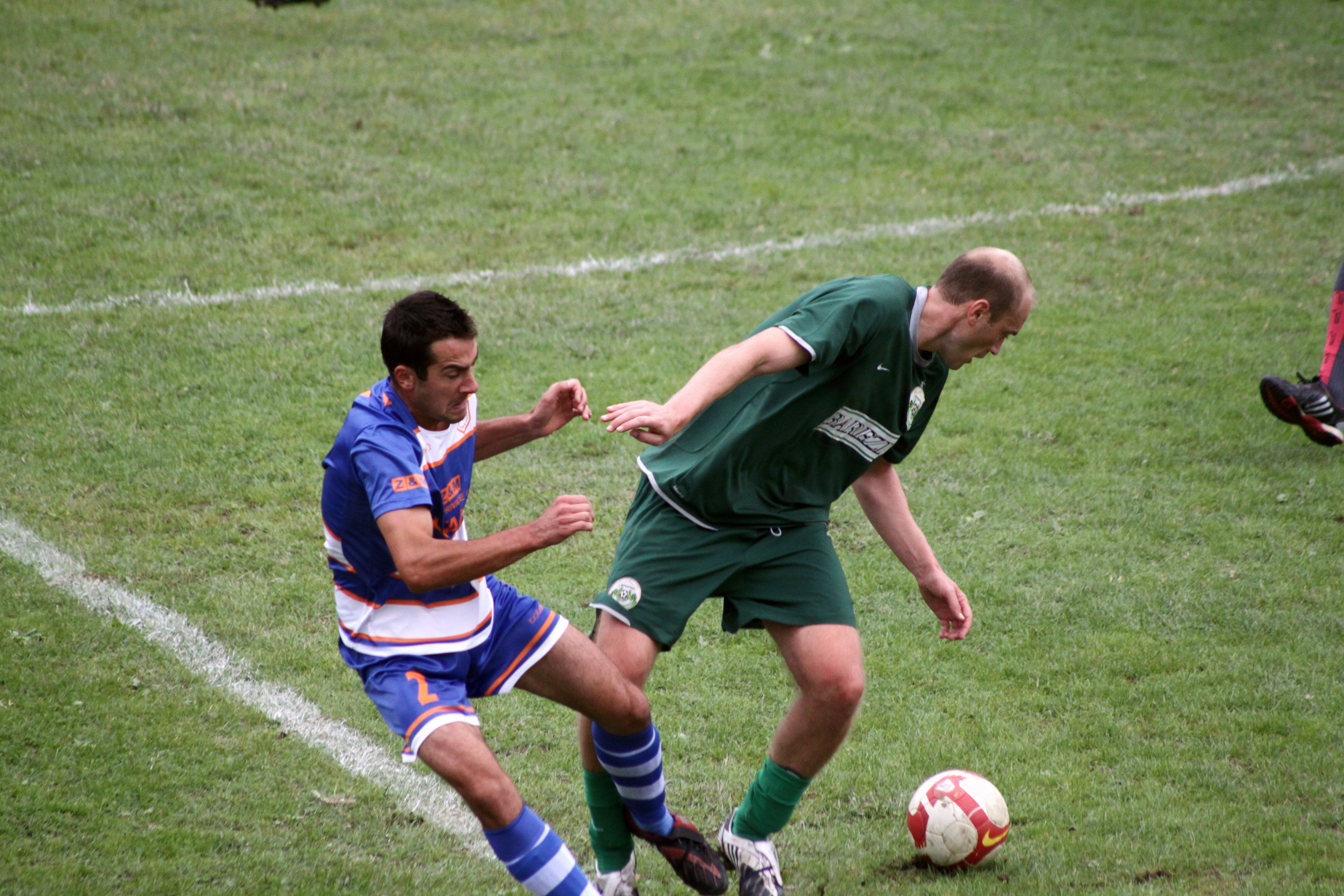
Hristov em ação pelo Balkan Botevgrad, em 2010.

Fez parte da safra de jogadores búlgaros surgidos pós-Copa de 1994, na qual a Seleção nacional fez sua melhor campanha ficando entre as quatro melhores classificadas, sendo apontado como o sucessor do atacante Lyuboslav Penev. 
Conhecido por seus cabeceios precisos e excelente nas assistências, Mariyan logo chamou a atenção do futebol alemão, onde jogaria pelo Kaiserslautern, que o contratou em 1997. Por clubes, ainda jogou por Slavia Sófia, Levski e Wolfsburg, onde se aposentou, em 2006, em decorrência de lesões.
Retornou ao futebol em 2008, ao ser contratado pelo Balkan Botevgrad, clube que o revelou.

## Seleção
Hristov estreou pela Seleção da Bulgária em 1998, ano em que disputou sua única Copa do Mundo.
Pelos Leões, viveu grande fase, porém as contusões ocorridas em alguns jogos o afastariam da seleção de seu país. Em 2004, após a Eurocopa, Hristov se despede da seleção, mas volta em 2005, no entanto perde espaço com a ascensão de Dimitar Berbatov. Nas eliminatórias para o mundial de 2006, fica na reserva em alguns jogos e resolve abandonar de vez a Seleção em 2007, alegando falta de oportunidades.

## Ligações Externas
- Perfil em LevskiSofia.info (em inglês)